# Escuela de Deportes para la Infancia y la Juventud

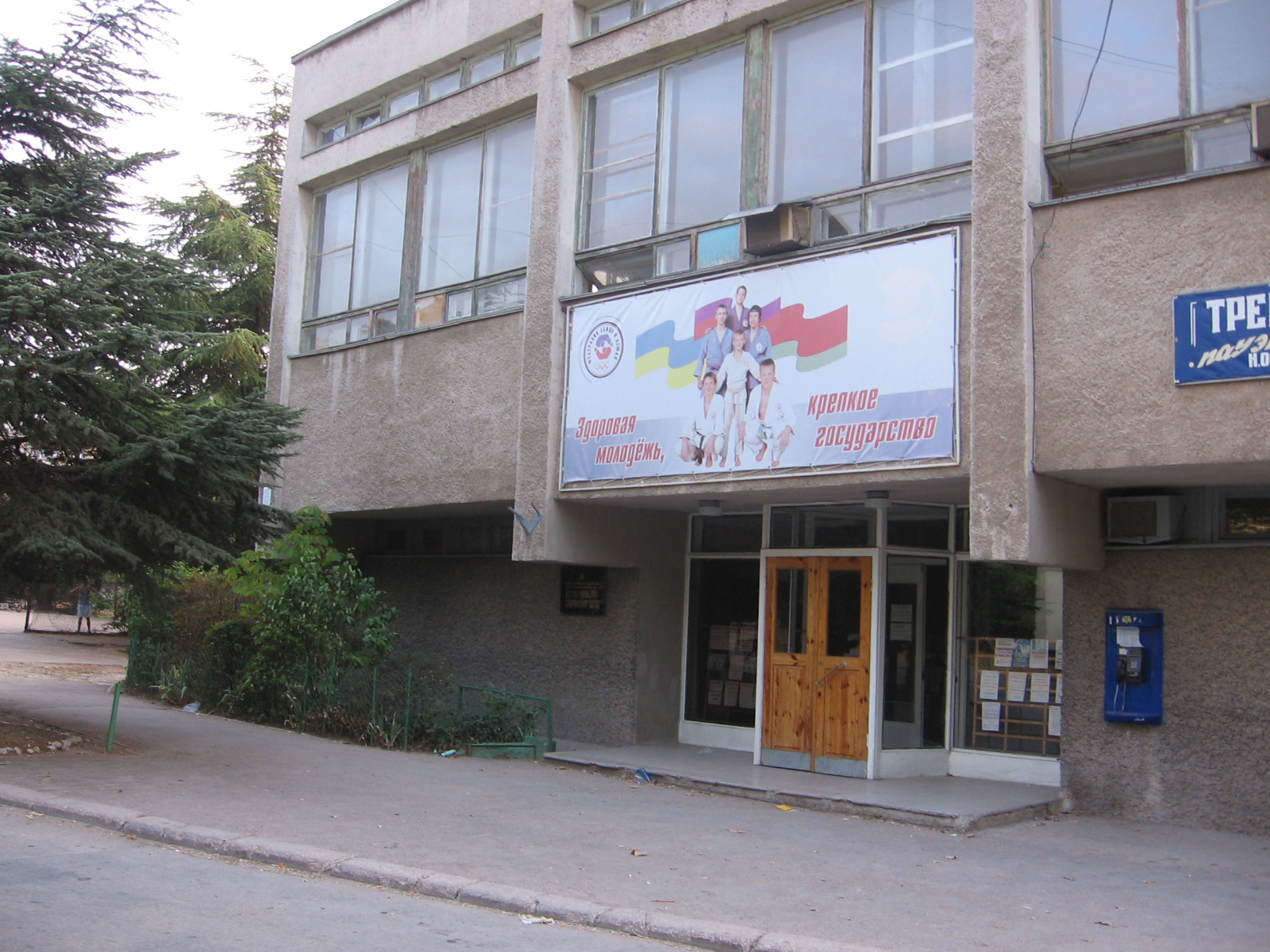
Escuela en Sebastopol.

Las Escuelas de Deportes para la Infancia y la Juventud (en ruso: Детско-юношеская спортивная школа - ДЮСШ, Detsko-yunosheskaya sportivnaya shkola - DIUSSH; en alemán: Kinder- und Jugendsportschule, KJS; en ucraniano: Дитячо-юнацька спортивна школа, Ditiacho-yunatska sportivna shkola) son un tipo de institución educativa para los niños originarias de la Unión de Repúblicas Socialistas Soviéticas. Las escuelas de deportes eran la base del poderoso sistema de educación física y deportiva de la Unión Soviética. Los principales órganos y características de este sistema permanecieron en el sistema de educación deportiva de la Federación Rusa y otros estados postsoviéticos, así como otros países como la República Democrática Alemana o la República Popular de China. Muchos atletas populares como Nikolái Andriánov, Neli Kim, Aleksandr Popov, Víktor Krovopúskov, Vladislav Tretiak, Valeri Jarlamov, Anatoli Aliábiev y Serguéi Bubka, iniciaron su senda al Olimpismo en estas escuelas.

## Unión Soviética

### Establecimiento y primeros años
El sistema de escuelas deportivas fue fundado en la década de 1930. En 1934 se construyó el estadio de los Jóvenes Pioneros en Moscú, la primera institución extracurricular especializada en deportes de la Unión Soviética. Al año siguiente se estableció el primer colectivo infantil, Yuni dinamovets, por parte de la sociedad deportiva Dinamo, que constituyó un prototipo de escuelas de deporte a través de las sociedades deportivas.
En 1935-1936 abrieron las primeras escuelas de deportes en Moscú, Leningrado y otras ciudades de la Unión Soviética. Sus reglamentos eran aprobados por el Soviet Central de Sociedades y Organizaciones Deportivas de la Unión Soviética. En la década de 1940 se abrieron decenas de nuevas escuelas gestionadas por la sociedad deportiva Dinamo, la sociedad deportiva Spartak, CSKA, sociedades deportivas de sindicatos, el OSOAVIAJIM y por el sistema de educación. El estatus de las escuelas deportivos fue reformado a menudo tras la Gran Guerra Patria, siendo transferidas entre la jurisdicción del sistema de educación y el de sociedades deportivas.

### Escuelas de la Reserva Olímpica
Tras la adhesión de la Unión Soviética al movimiento olímpico en 1951 aparecieron las Escuelas Especializadas de Deportes para la Infancia y la Juventud de la Reserva Olímpica (en ruso: Специализированная Детско-Юношеская Спортивная Школа Олимпийского Резерва, СДЮСШОР,Spetsializirovannaya Detsko-Yunosheskaya Sportivna Shkola Olimpiskogo Rezerva, SDIUSSHOR), que tenían la función de preparar a los jóvenes atletas para el deporte de alto nivel. El número de estas escuelas creció, del mismo modo que lo hicieron las disciplinas impartidas en ellas. No sólo incluían deportes olímpicos, también se practicaban deportes nacionales así como educación para el turismo, la orientación y otros deportes.

### Internados deportivos
Varias de las escuelas de Reserva Olímpica eran escuelas-internado de deportes (спорт-интернат). En ellas los niños vivían, estudiaban y recibían el entrenamiento avanzado. Podían estar dedicadas a uno o varios deportes. En estas escuelas los niños pasaban la mayor aporte de su tiempo libre estudiando la práctica de los deportes o perfeccionando sus habilidades. Estaban orientadas al entrenamiento de alto nivel de niños procedentes de localidades remotas, a los que se proveía de un alojamiento, alimento y educación, además del mejor entrenamiento deportivo posible.

### Estructura
La administración de las escuelas de deportes guardaba relación a la división del país, pues había escuelas de deportes de raión, de ciudad, de óblast, centrales y de república. Para entrar en una escuela de deportes, un niño debía contar con la recomendación de su escuela secundaria. Se realizaban además selecciones a los niños en algunas escuelas durante las clases de la escuela general, pudiendo también presentarse por propia iniciativa. Variando en relación con las características de las diferentes disciplinas deportivas, la edad de admisión de un niño o joven estaba comprendida entre los ocho y los catorce años. Se organizaban grupos de acuerdo a categorías de atletas: Deportistas Juveniles de Segunda Clase, Deportistas Juveniles de Primera Clase, Deportistas de Segunda Clase, Deportistas de Primera Clase, Candidatos a Maestro del Deporte de la Unión Soviética, Maestros del Deporte de la Unión Soviética. El periodo de estudios para cada grupo era de uno a dos años, con diferentes normativas aplicadas cada año.

### Auge
En 1971 había 3 813 escuelas deportivas en la Unión Soviética que entrenaban a alrededor de 1.3 millones de niños y jóvenes. 2 434 escuelas con un millón de estos alumnos dependían del sistema de educación y 1 245 con 340 000 alumnos lo hacían del sistema de sociedades deportivas. En 1991, eran alrededor de 6 000.

## Escuelas de Deportes en estados postsoviéticos

### Rusia
Tras la disolución de la Unión Soviética, el sistema de educación deportiva en Rusia pasó por dificultades pero consiguió mantener su red de escuelas deportivas y además se crearon los Clubes de Entrenamiento Físico (DYuKFP).
En 2005 estaban operativas 4,951 escuelas deportivas y DYuKFP en el sistema de educación (2 944, de los cuales 1 917 eran Escuelas de Deportes, 464 Escuelas Especializadas de Deportes para la Infancia y la Juventud de la Reserva Olímpica, 556 DYuKFP y 7 centros de educación física) y en el sistema de la Agencia Federal Rusa de Educación Física y Deporte (Rossport). Dos millones de niños y jóvenes acuden a las escuelas del sistema de educación, en más de 13 000 de departamentos de 122 disciplinas deportivas. Las instituciones de Rossport entrenan a alrededor de un millón de jóvenes atletas.
En la siguiente tabla vienen desglosados por sujeto federal los datos de establecimientos deportivos dependientes del sistema de educación en Rusia.
| Sujeto federal                         | Escuela deportiva (ДЮСШ) | Escuela de Reserva Olímpica (СДЮСШОР) | Club de Entrenamiento Físico (ДЮФК) | Centros de Educación Física | Total | Total alumnos sujeto |
| -------------------------------------- | ------------------------ | ------------------------------------- | ----------------------------------- | --------------------------- | ----- | -------------------- |
| República de Altái                     | 11                       | 1                                     | 2                                   | 0                           | 14    | 5 600                |
| República de Buriatia                  | 39                       | 5                                     | 3                                   | 0                           | 47    | 26 714               |
| República de Tuvá                      | 17                       | 1                                     | 0                                   | 0                           | 18    | 12 644               |
| República de Jakasia                   | 5                        | 2                                     | 0                                   | 0                           | 7     | 3 825                |
| Krai de Altái                          | 36                       | 12                                    | 17                                  | 0                           | 65    | 35 480               |
| Krai de Krasnoyarsk                    | 43                       | 8                                     | 18                                  | 0                           | 69    | 48 554               |
| Óblast de Irkutsk                      | 33                       | 2                                     | 4                                   | 0                           | 39    | 23 173               |
| Óblast de Kémerovo                     | 9                        | 4                                     | 37                                  | 0                           | 50    | 51 073               |
| Óblast de Novosibirsk                  | 39                       | 3                                     | 23                                  | 0                           | 65    | 54 781               |
| Óblast de Omsk                         | 6                        | 8                                     | 33                                  | 0                           | 47    | 56 695               |
| Óblast de Tomsk                        | 25                       | 5                                     | 5                                   | 0                           | 35    | 17 939               |
| Óblast de Chitá                        | 36                       | 5                                     | 1                                   | 0                           | 42    | 23 140               |
| Ó.A. Buriatos de Aguínskoye            | 4                        | 0                                     | 0                                   | 0                           | 4     | 3 763                |
| Ó.A. de Taimiria                       | 3                        | 0                                     | 0                                   | 0                           | 3     | 957                  |
| Ó.A. Buriatos de Ust-Ordá              | 7                        | 0                                     | 0                                   | 0                           | 7     | 5 270                |
| Ó.A. Evenki                            | 0                        | 0                                     | 0                                   | 0                           | 0     | 0                    |
| República de Sajá                      | 53                       | 1                                     | 0                                   | 0                           | 54    | 31 702               |
| Krai de Primorie                       | 14                       | 2                                     | 27                                  | 0                           | 43    | 31 391               |
| Krai de Jabárovsk                      | 2                        | 1                                     | 8                                   | 0                           | 11    | 2 638                |
| Óblast de Amur                         | 20                       | 3                                     | 4                                   | 0                           | 27    | 13 079               |
| Óblast de Kamchatka                    | 12                       | 1                                     | 0                                   | 0                           | 13    | 7 636                |
| Óblast de Magadán                      | 5                        | 1                                     | 0                                   | 0                           | 6     | 2 030                |
| Óblast de Sajalín                      | 0                        | 0                                     | 0                                   | 0                           | 0     | 0                    |
| Óblast Autónomo Hebreo                 | 0                        | 1                                     | 0                                   | 0                           | 1     | 180                  |
| Ó.A de Koriakia                        | 0                        | 0                                     | 0                                   | 0                           | 0     | 0                    |
| Ó.A. de Chukotka                       | 0                        | 0                                     | 0                                   | 0                           | 0     | 0                    |
| República de Karelia                   | 25                       | 4                                     | 0                                   | 0                           | 29    | 22 988               |
| República de Komi                      | 10                       | 1                                     | 6                                   | 0                           | 17    | 10 831               |
| Óblast de Arcángel                     | 25                       | 0                                     | 3                                   | 0                           | 28    | 15 158               |
| Óblast de Vólogda                      | 24                       | 2                                     | 0                                   | 0                           | 26    | 9 568                |
| Óblast de Kaliningrado                 | 16                       | 10                                    | 2                                   | 0                           | 28    | 13 086               |
| Óblast de Leningrado                   | 30                       | 2                                     | 0                                   | 0                           | 32    | 33 095               |
| Óblast de Múrmansk                     | 25                       | 4                                     | 18                                  | 0                           | 47    | 29 639               |
| Óblast de Nóvgorod                     | 6                        | 6                                     | 8                                   | 0                           | 22    | 10 693               |
| Óblast de Pskov                        | 4                        | 1                                     | 21                                  | 0                           | 26    | 15 214               |
| San Petersburgo                        | 14                       | 34                                    | 2                                   | 0                           | 50    | 51 202               |
| Ó.A. de Nenetsia                       | 0                        | 0                                     | 0                                   | 0                           | 0     | 0                    |
| Óblast de Kurgán                       | 23                       | -                                     | 3                                   | 0                           | 26    | 16 134               |
| Óblast de Sverdlovsk                   | 67                       | 14                                    | 0                                   | 0                           | 81    | 56 420               |
| Óblast de Tiumén                       | 13                       | 1                                     | 3                                   | 0                           | 17    | 9 756                |
| Ó.A. Janti-Mansi                       | 0                        | 0                                     | 0                                   | 0                           | 0     | 0                    |
| Ó.A. Yámalo-Nenets                     | 4                        | 2                                     | 2                                   | 0                           | 8     | 5 853                |
| República de Bashkortostán             | 75                       | 18                                    | 9                                   | 0                           | 102   | 76 050               |
| República de Mari-El                   | 18                       | 2                                     | 0                                   | 0                           | 20    | 8 546                |
| República de Mordovia                  | 22                       | 2                                     | 0                                   | 0                           | 24    | 16 477               |
| República de Tartaristán               | 32                       | 9                                     | 17                                  | 0                           | 58    | 55 382               |
| República de Udmurtia                  | 41                       | 4                                     | 2                                   | 0                           | 47    | 38 695               |
| Óblast de Kírov                        | 36                       | 7                                     | 9                                   | 0                           | 52    | 28 014               |
| Óblast de Nizni Nóvgorod               | 23                       | 12                                    | 38                                  | 0                           | 73    | 40 641               |
| Óblast de Oremburgo                    | 41                       | 3                                     | 1                                   | 0                           | 45    | 38 560               |
| Óblast de Penza                        | 30                       | 4                                     | 2                                   | 0                           | 36    | 19 374               |
| Óblast de Perm                         | 33                       | 15                                    | 18                                  | 0                           | 66    | 42 517               |
| Óblast de Samara                       | 46                       | 15                                    | 9                                   | 0                           | 70    | 79 382               |
| Óblast de Sarátov                      | 36                       | 3                                     | 2                                   | 0                           | 41    | 21 706               |
| Óblast de Uliánovsk                    | 32                       | 3                                     | 3                                   | 0                           | 38    | 19 316               |
| Ó.A. de Permiakia                      | 1                        | 1                                     | 1                                   | 0                           | 3     | 1 222                |
| República de Adiguesia                 | 11                       | 3                                     | 0                                   | 0                           | 14    | 11 306               |
| República de Daguestán                 | 116                      | 2                                     | 0                                   | 0                           | 118   | 79 129               |
| República de Ingusetia                 | 0                        | 0                                     | 0                                   | 0                           | 0     | 0                    |
| República de Kabardino-Balkaria        | 11                       | 12                                    | 0                                   | 0                           | 23    | 18 799               |
| República de Kalmukia                  | 13                       | 1                                     | 0                                   | 0                           | 14    | 7 823                |
| República de Karacháevo-Cherkesia      | 18                       | 4                                     | 0                                   | 0                           | 22    | 9 585                |
| República de Osetia del Norte - Alania | 15                       | 7                                     | 1                                   | 0                           | 23    | 21 392               |
| República de Chechenia                 | 0                        | 0                                     | 0                                   | 0                           | 0     | 0                    |
| Krai de Krasnodar                      | 45                       | 16                                    | 31                                  | 1                           | 93    | 82 597               |
| Krai de Stávropol                      | 31                       | 17                                    | 9                                   | 0                           | 57    | 34 203               |
| Óblast de Astracán                     | 18                       | 4                                     | 1                                   | 0                           | 23    | 13 377               |
| Óblast de Volgogrado                   | 45                       | 17                                    | 4                                   | 0                           | 66    | 36 765               |
| Óblast de Rostov                       | 58                       | 24                                    | 0                                   | 0                           | 82    | 67 583               |
| Óblast de Bélgorod                     | 15                       | 6                                     | 17                                  | 0                           | 38    | 38 099               |
| Óblast de Briansk                      | 16                       | 5                                     | 4                                   | 0                           | 25    | 13 640               |
| Óblast de Vladímir                     | 15                       | 6                                     | 13                                  | 0                           | 34    | 23 218               |
| Óblast de Vorónezh                     | 35                       | 15                                    | 0                                   | 0                           | 50    | 26 167               |
| Óblast de Ivánovo                      | 0                        | 0                                     | 0                                   | 0                           | 0     | 0                    |
| Óblast de Kaluga                       | 22                       | 12                                    | 26                                  | 0                           | 70    | 36 691               |
| Óblast de Kostromá                     | 18                       | 3                                     | 0                                   | 0                           | 21    | 6 699                |
| Óblast de Kursk                        | 27                       | 1                                     | 0                                   | 0                           | 28    | 17 713               |
| Óblast de Lípetsk                      | 5                        | 1                                     | 14                                  | 0                           | 20    | 13 069               |
| Óblast de Moscú                        | 0                        | 0                                     | 0                                   | 0                           | 0     | 0                    |
| Óblast de Oriol                        | 16                       | 0                                     | 17                                  | 6                           | 39    | 21 060               |
| Óblast de Riazán                       | 17                       | 0                                     | 7                                   | 0                           | 24    | 14 332               |
| Óblast de Smolensk                     | 22                       | 4                                     | 4                                   | 0                           | 30    | 16 872               |
| Óblast de Tambov                       | 28                       | 4                                     | 3                                   | 0                           | 35    | 19 832               |
| Óblast de Tver                         | 18                       | 10                                    | 23                                  | 0                           | 51    | 23 872               |
| Óblast de Tula                         | 27                       | 1                                     | 9                                   | 0                           | 37    | 26 155               |
| Óblast de Yaroslavl                    | 23                       | 12                                    | 0                                   | 0                           | 35    | 18 462               |
| Moscú                                  | 2                        | 3                                     | 10                                  | 0                           | 15    | 40 566               |
| Totales Federación Rusa                | 1917                     | 464                                   | 556                                 | 7                           | 2 944 | 2 036 547            |

### Ucrania
En octubre de 2011 funcionaban en Ucrania 1 687 escuelas de deportes para niños y jóvenes de diferentes formas de propiedad, públicas y privadas, a las que acude más de medio millón de alumnos de 6 a 18 años. También participan 6500 niños con discapacidades. 191 de ellas tienen estatus de Escuelas Especializadas de Deportes para la Infancia y la Juventud de la Reserva Olímpica (en ucraniano: спеціалізованої школи олімпійського резерву, Spetsializovanpo shkoli olimpiskogo reservy).

## República Democrática Alemana

Federación Gimnástica y Deportiva Alemana (DTSb).

Las Kinder- und Jugendsportschule (KJS) fueron las escuelas de deportes para niños y jóvenes con talento en la República Democrática Alemana en las que se les entrenaba para las competiciones europeas, mundiales, internacionales y olímpicas. Para ser admitido, se debía pasar una prueba de evaluación y aptitudes y la selección de los centros de formación y entrenamiento llevada a cabo por la Federación Gimnástica y Deportiva Alemana (Deutscher Turn- und Sportbund, DTSb), la cual fue dividida en varias secciones.

### Orígenes
Poco después de su establecimiento, la dirección política de la RDA apreció la importancia de la relación entre los deportes de competición y la práctica del deporte en la infancia y la juventud. La experiencia en el deporte de la Unión Soviética desde los década de 1930 con las escuelas de deporte fueron la base para la introducción de las KJS en la RDA. Las primeras escuelas se establecieron en el año escolar 1952/1953 como fruto de la colaboración del Ministerio de Educación y la DTSb en Berlín, Brandemburgo, Halberstadt y Leipzig y difirieron en sus estructuras del modelo soviético. El siguiente año escolar se construyeron ocho escuelas más, y para finales de 1959 su número creció a 23. Inicialmente las KJS fueron concebidas como escuelas con horario ampliado a disciplinas especializadas de gimnasia (3 o 4 horas semanales), así como al entrenamiento (2 horas semanales). En el centro se hallaban las instalaciones necesarias para la práctica de la gimnasia, el atletismo, la natación, el salto de trampolín y otras disciplinas deportivas. Solo superaba la escuela quien lograba éxitos deportivos así como académicos.

### Desarrollo
Mediante resolución del 6 de junio de 1963 la Secretaría del Comité Central del Partido Socialista Unificado de Alemania el objetivo y la estructura de los KJS fueron redefinidos de acuerdo a la experiencia tanto de los estudiantes como el maestro con el objeto de desarrollar métodos que mejoren el rendimiento.
Los trabajos definieron la decisión de coordinar las lecciones y el entrenamiento óptimamente y la decisión de que las sociedades deportivas fueran en adelante responsables de los contenidos del entrenamiento dado en las KJS locales y centros de deporte. La mayoría de KJS trabajaban conjuntamente con una o varias sociedades deportivas o estaban conectadas a ellas.
La atención médica de los alumnos, su alimentación orientada al deporte y el alojamiento en internados eran también responsabilidad de las KJS. A mediados de la década de 1970 más de un 50 % de los jóvenes deportistas vivía internado en la KJS. Cada escuela tenía un médico y una enfermera asignados y se les hacía una revisión médica anual. 
Eran promocionados especialmente deportes de verano como el boxeo, la esgrima, el fútbol, la gimnasia artística, el balonmano, el judo, el piragüismo, el atletismo, el ciclismo, la gimnasia rítmica, la lucha, el remo, la natación, la vela, el voleibol y el salto. Cuando la importancia de los deportes de invierno se incrementó, se promovió asimimso el biathlon, el bobsleigh, el patinaje artístico sobre hielo, el patinaje de velocidad sobre hielo, la combinada nórdica, luge, esquí de fondo y salto de esquí. En general se promovían más los deportes olímpicios que los que no lo eran, por ejemplo, a pesar de los éxitos internacionales el balonmano de campo, el piragüismo en eslalon o el pentatlón moderno no tenían el mismo grado de apoyo oficial
En 1989 había 25 escuelas deportivas para niños y jóvenes: cuatro en Berlín, dos en Leipzig, dos en Karl-Marx-Stadt y una en Dresde, Halle, Rostock, Potsdam, Erfurt y Fráncfort del Óder con más de 10.000 estudiantes. Alrededor de 1.460 profesores enseñaban en las escuelas, con más de 430 educadores destinados a las actividades recreativas y educativas en los colegios de internados. Casi todos los participantes de los equipos de Alemania Oriental en los Juegos Olímpicos de 1988 en invierno y verano había completado su carrera escolar en uno de los centros KJS.

### Entrenamiento
Todo se subordinaba a los logros deportivos. Las horas de dedicadas a la educación física en general fueron dejando lugar al entrenamiento específico en los respectivos deportes a partir de la década de 1970. De este modo, se podía disponer del tiempo completo dedicado a deportes para el entrenamiento del joven deportista, que tenía dos horas diarias, e incluso una tercera en otro deporte recreativo o relajante. Los sábados se realizaba otro entrenamiento, ya que en la RDA era día lectivo. En diversos deportes se alargaba el horario lectivo de los alumnos.

### Desarrollo tras la Reunificación
Tras el cambio político las antiguas KJS fueron reestructuradas y reconvertidas en escuelas o institutos que enfocados al deporte. Muchas escuelas perdieron alumnado y encontraron dificultades para proseguir su funcionamiento. Este declive se ha visto superado y actualmente muchas han recuperado su funcionamiento. 21 de las KJS pudieron convertirse en Escuelas de Deporte de Élite, teniendo buenos resultados en el trabajo con los centros deportivos de la antigua República Federal Alemana.

### Escuelas deportivas surgidas de la KJS
- Altenberg: Bergstadtgymnasium
- Berlín: Coubertin-Gymnasium Archivado el 27 de enero de 2012 en Wayback Machine.
- Berlín: Flatow-Oberschule
- Berlín: Werner-Seelenbinder-Schule  Archivado el 29 de enero de 2012 en Wayback Machine.
- Chemnitz: Sportgymnasium Archivado el 18 de enero de 2010 en Wayback Machine., Sportgymnasium Chemnitz
- Cottbus: Lausitzer Sportschule Cottbus
- Dresde: Sportgymnasium
- Erfurt: Sportgymnasium
- Frankfurt (Oder): Sportschule
- Halle: Sportgymnasium und Sekundarschule
- Jena: Sportgymnasium "Johann Christoph Friedrich GutsMuths"
- Klingenthal: Skisport-Gymnasium
- Leipzig: Sportgymnasium
- Luckenwalde: Oberschule mit Sportbetonung
- Magdeburg: Sportgymnasium und Sekundarschule "Hans Schellheimer"
- Neubrandenburg: Sportgymnasium, Sportgymnasium Neubrandenburg
- Oberhof: Sportgymnasium
- Oberwiesenthal: Eliteschule des Wintersports
- Potsdam: Sportschule Potsdam „Friedrich Ludwig Jahn“, Sportschule Potsdam „Friedrich Ludwig Jahn“
- Rostock: CJD Jugenddorf-Christophorusschule
- Schwerin: Sportgymnasium, Sportgymnasium Schwerin

## Escuelas de Deportes en otros países
La experiencia soviética de educación deportiva de niñosy jóvenes fue aplicada en varios países de Europa Oriental. Se establecieron sistemas similares de educación deportiva en la República Popular de China (actualmente unas 3 000 escuelas), la República Popular Democrática de Corea y la República de Cuba.
Otras escuelas deportivas en países asiátivos como la Singapore Sports School de Singapur y la Bujit Kalil Sports School de Kuala Lumpur, Malasia, se establecieron tras la disolución de la Unión Soviética (1991).